# Buurtspoorwegen van de provincie Oost-Vlaanderen

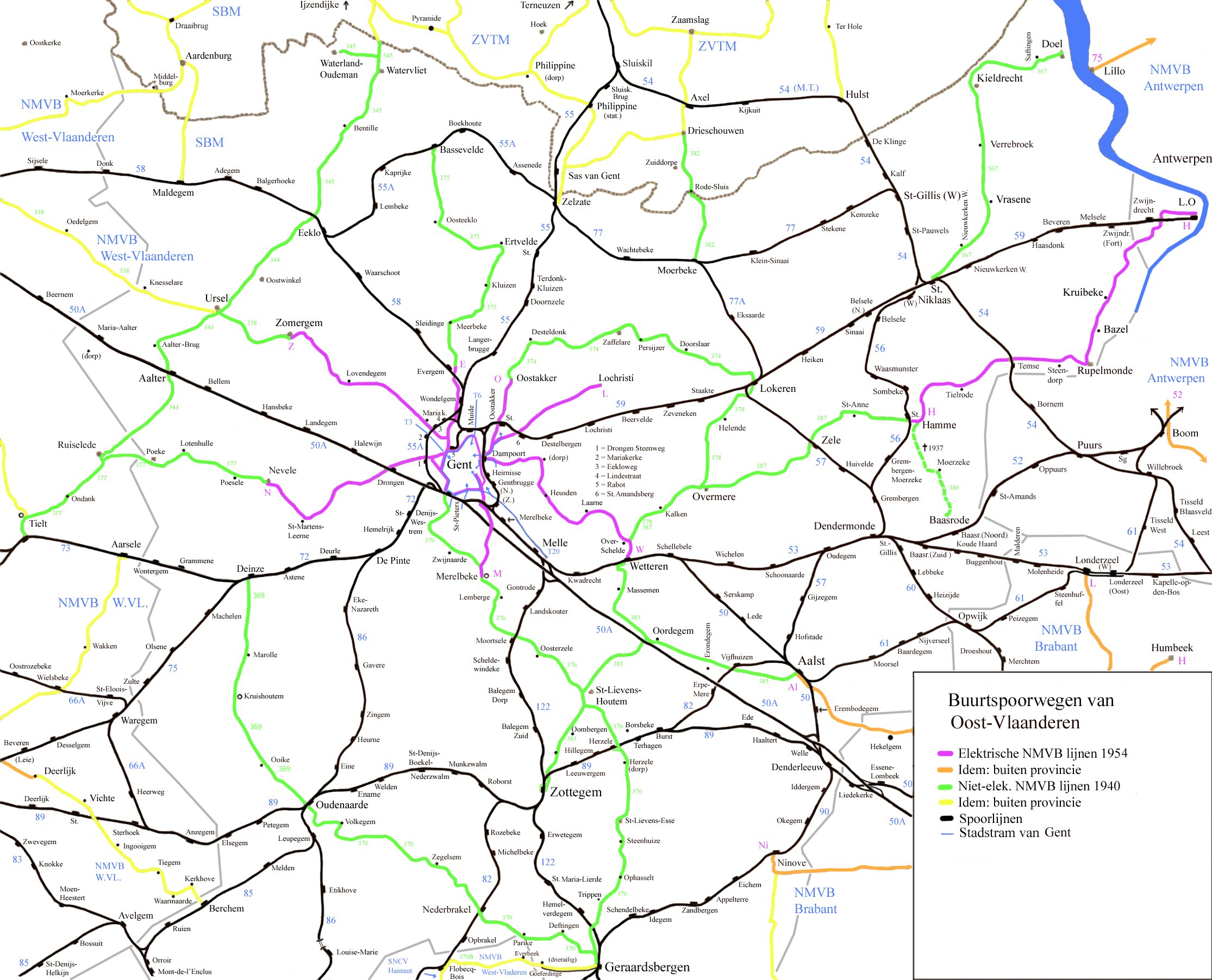
Buurtspoorwegen van de provincie Oost-Vlaanderen, stand 1954 voor elektrische lijnen en stand 1940 voor de andere lijnen en de spoorwegen

De Belgische Nationale Maatschappij van Buurtspoorwegen was georganiseerd in regionale groepen die een grote zelfstandigheid en eigen beleid hadden. Oorspronkelijk waren alle lijnen in de provincie Oost-Vlaanderen geëxploiteerd door pachters die hun eigen lijnen, stelplaats en organisatie hadden. De NMVB heeft bij de overname van de concessies, de pachterorganisatie niet veranderd. Hierdoor kent de NMVB in de provincie 4 groepen:
- Gent (Dendermondsesteenweg/Dampoort: de lijnen in het Oosten + Linkeroever - Hamme)
- Gent (Rabot): de lijnen in het Westen van Gent
- Oordegem (Gent Merelbeke, Geraardsbergen, Zottegem, Oordegem en Aalst)
- Aalter (lijnen Tielt Eeklo Watervliet + Deinze Oudenaarde Geraardsbergen)

De lijn 'M' naar Merelbeke en 'S' die naar Zomergem (vroeger Somergem) zijn tot na de Tweede Wereldoorlog in handen van de pachter TEG (SA des Tramways electriques de Gand) gebleven, het bedrijf dat ook de Gentse stadstram exploiteerde.

## Gent
In Gent werden veel sporen gemeenschappelijk gebruikt met de Gentse stadstram, die ook op meterspoor reed. Hierdoor zijn bepaalde sporen waar de NMVB reed nog steeds in dienst. In 1931 werden alle NMVB tramlijnen die tot dan toe aan de rand in Rabot of Dampoort eindigden, doorgetrokken naar het station Gent-Sint-Pieters. Tevens werd in 1933 een verbinding aangelegd tussen Gent-Dampoort, Muide en Rabot ten behoeve van het goederenvervoer. Hierdoor ontstond een volledige ringlijn rond Gent. De huidige sporen tussen Gent Sint-Pieters en Muide via Rabot zijn nog steeds in gebruik door de stadstram.

## Geëlektrificeerde lijnen
De lijnen worden vermeld in grofweg de wijzerzin volgorde rond Gent. De vermelde lijnnummers zijn het laatst gebruikte lijnnummer voor het volledig traject.
( ) = Gemeenschappelijk met andere lijnen.
- W (Gent Sint-Pieters – Dampoort) – Destelbergen – Heusden – Laarne – Overschelde – Wetteren
- M Gent Zuid – Merelbeke (Daar aansluiting op de niet-elektrische lijn 376 naar Geraardsbergen)
- N Gent Sint-Pieters – Gent (Bijlokehof) – Drongen – Sint-Martens-Leerne – Nevele
- S (Gent Sint-Pieters – Gent (Bijlokehof) – Rabot – Mariakerke – Lovendegem – Zomergem
- E (Gent Sint-Pieters – Rabot) – Wondelgem – Evergem
- O (Gent Sint-Pieters – Dampoort) – Oostakker
- L (Gent Sint-Pieters – Dampoort) – Sint-Amandsberg – Lochristi (Er waren plannen om de lijn door te trekken naar Lokeren)
- * Gent (Rabot) – Muide – Dampoort (verbindingslijn goederen)

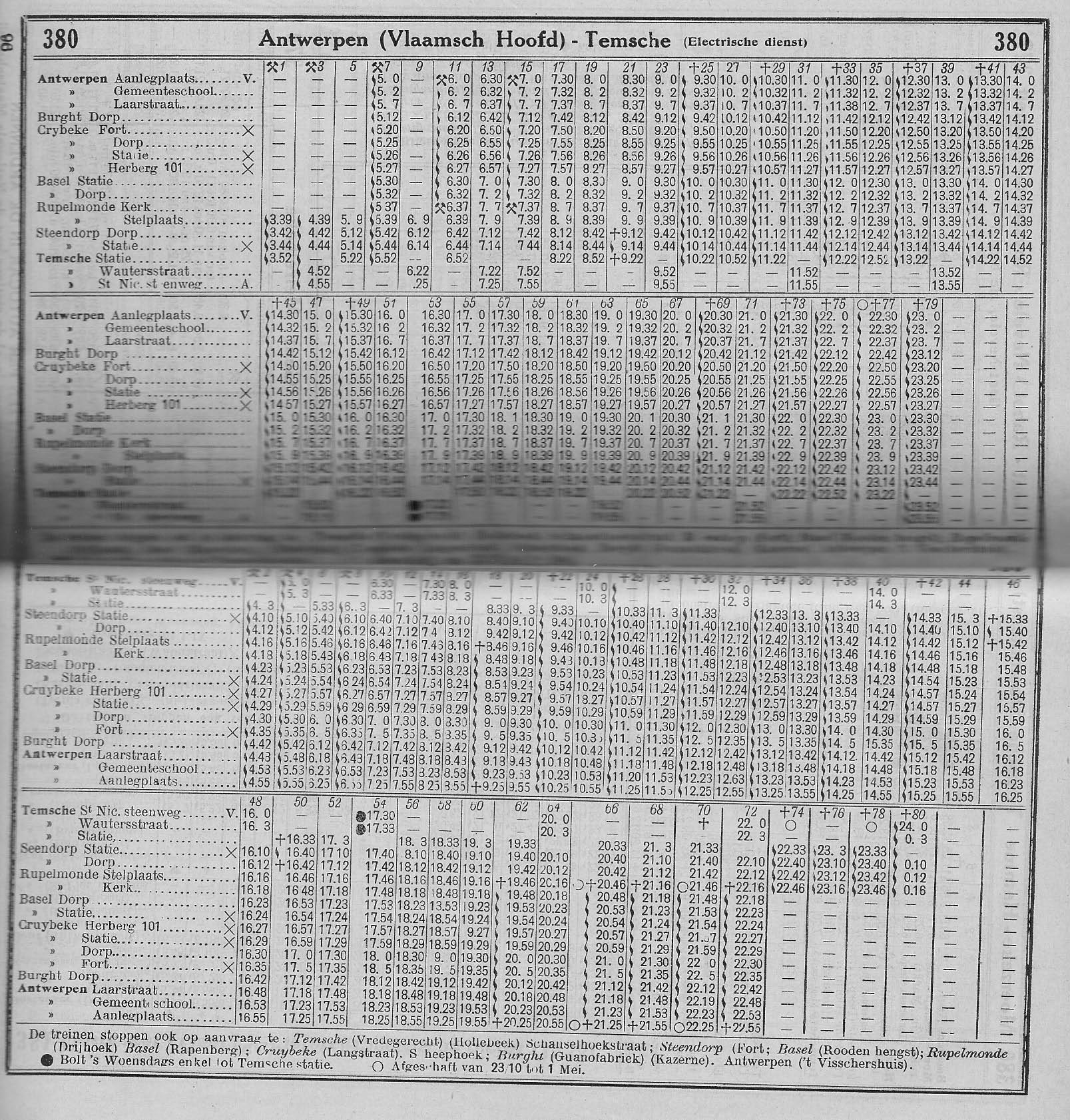
Dienstregeling elektrische tram H in 1933

Behalve de elektrische tramlijnen rond Gent is een nog een "Antwerpse" tramlijn die vroeger met een veerboot en vanaf 1933 met een voetgangerstunnel was verbonden met de stad Antwerpen.
- H Antwerpen Vlaams hoofd (Linkeroever) – Kruibeke – Bazel – Rupelmonde – Steendorp – Temse – Tielrode – Hamme. De oorspronkelijke lijn (kapitaal 110) liep van Hamme door tot Baasrode Veer die aansluiting gaf op de veerboot naar Baasrode. Bij de elektrificatie tot Hamme op 15 oktober 1937 werd de lijn tot Baasrode Veer opgeheven. Op 1 september 1931 werd de lijn al tot Temse geëlektrificeerd met Rupelmonde als stelplaats.
- In 1939 waren er plannen voor een geëlektrificeerde lijn van Linkeroever naar Beveren. Deze plannen werden nooit uitgevoerd.[1]

Daarnaast reden elektrische tramlijnen vanuit het Brabants elektrisch tramnet door naar de provincie Oost-Vlaanderen in Aalst en Ninove.
 (zie Elektrisch tramnet rond Brussel: lijnen AL en Ni)

## Niet geëlektrificeerde lijnen
De lijnen worden vermeld in grofweg de wijzerzin volgorde rond Gent.
(lijnnummers uit het spoorboek)
( ) = Gemeenschappelijk met andere lijnen.

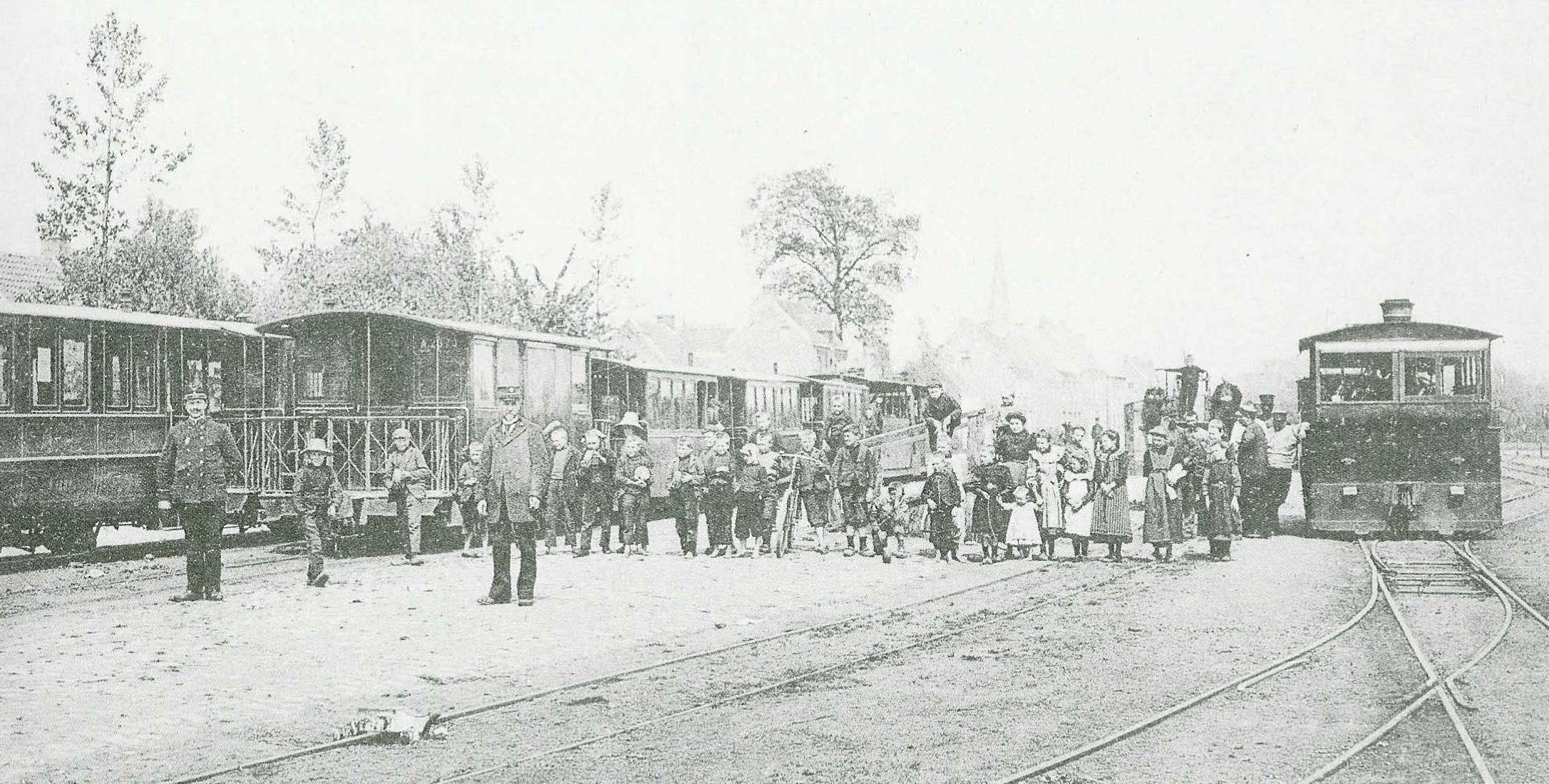
Enkele rijtuigen ter hoogte van de tramstelplaats in Ursel.

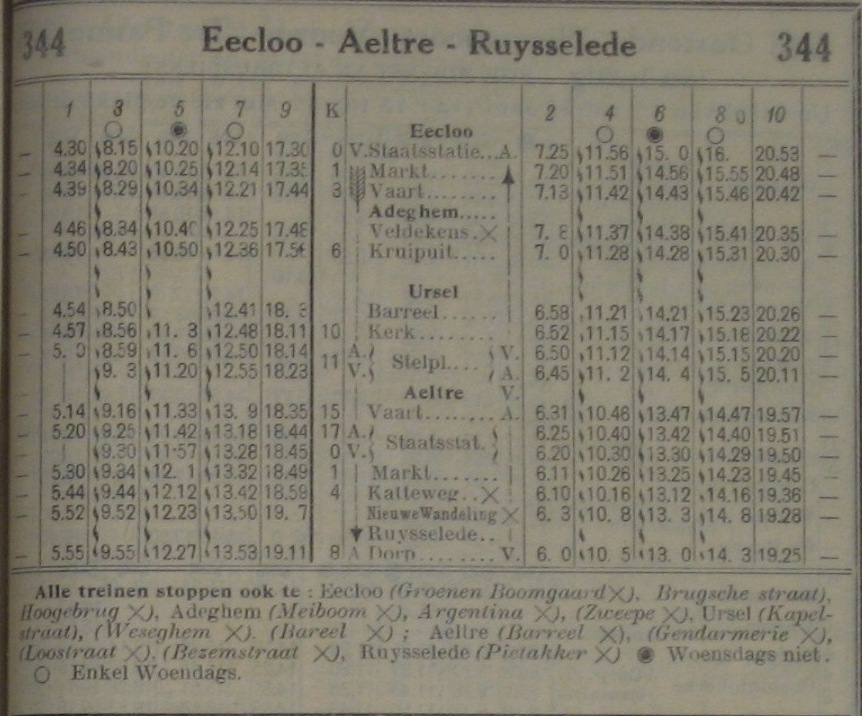
Dienstregelingen van 1933 van lijnen rond Ursel. Tabellen 338, 342, 344 en 345

- 387 Hamme – Sint-Anna – Zele – Overmere – Kalken – (Overschelde – Wetteren)
- 380 Hamme – Moerzeke – Baasrode (Veer) (zie tramlijn H, wanneer deze tramlijn alleen nog tot Temse was geëlektrificeerd reden de stoomtrams door tot Temse)
- 385 Wetteren – Massemen – Oordegem – Erondegem – Aalst
- 376 Gent – Zwijnaarde – Merelbeke – Lemberge – Moortsele – Oosterzele – Sint-Lievens-Houtem – Borsbeke – Herzele – Sint-Lievens-Esse – Steenhuize-Wijnhuize – Ophasselt – Trippen – Geraardsbergen[3] Bij Geraardsbergen is de oorspronkelijke route langs de Astridlaan en Gentsestraat na de Eerste Wereldoorlog verlegd naar een eigen baan in de velden. Hierdoor konden diverse spoorovergangen vermeden worden.

Grote delen van de route tussen Sint-Lievens-Houtem en Sint-Lievens-Esse zijn omgebouwd in een fietspad met eigen route (Oude Trambaan).
- 383 Oordegem – Bavegem – Sint-Lievens-Houtem – Oombergen – Leeuwergem – Zottegem

Tussen de Europaweg (N42) en de dorpskern van Oombergen ligt nog een gedeelte van het tracé, nu het geasfalteerde fietspad Oude Trambaan.
- 370 Geraardsbergen – Deftinge – Parike – Opbrakel – Nederbrakel (vroeger Meerbeke) – Zegelsem – Varent – Volkegem (Hauwaart) – Leupegem (Neerstraat) – Oudenaarde (Grote Markt, Tacambaroplein, spoorstation[4][5], Er was ook een goederenaansluiting naar de Schelde.[6]) – Ooike – Kruishoutem – Bunder – Marolle – Petegem – Deinze.[7]
- 370bis Geraardsbergen – Goeferdinge – Everbeek – Vloesberg (Geraardsbergen – Goeferdinge is een drierailig traject) (hoewel in Oost-Vlaanderen/Henegouwen deze lijn administratief werd beheerd onder de NMVB groep West-Vlaanderen)
- 377 Nevele – Poesele – Lotenhulle – Poeke – Ruiselede – Ondank – Tielt; Tussen Tielt Station en markt heeft een paardentram gereden.[8] Ruiselede – Tielt (was van kapitaal 6)(oorspronkelijk 344, maar later in de dienstregeling gereden door trams uit Gent/Nevele)
- 344 Ruiselede – Aalter – Aalter-Brug – Ursel – Kruiput – Eeklo – Bentille – Watervliet (Hoogkasteel) – Watervliet (Veldzicht (grens)) (aansluiting op ZVTM in Nederland)
- 345 Watervliet (Hoogkasteel) – Waterland-Oudeman
- 338 Zomergem – Ursel
- SBM Maldegem – Aardenburg (Nederland) (SBM)
- 375 Evergem – Meerbeke – Kluizen – Ertvelde – Oosteeklo – Bassevelde
- 382 Moerbeke-Waas – Rode-Sluis – Drieschouwen – Axel (Nederland) / De pachter van deze lijn is de Nederlandse ZVTM.
- 374 Oostakker – Desteldonk – Zaffelare – Persijzer – Doorslaar – Lokeren – Heiende – Overmere
- 367 Sint-Niklaas – Nieuwkerken-Waas – Vrasene – Verrebroek – Kieldrecht – Saftingen – Doel

## Eerste/Laatste buurttram
Op 19 september 1959 reed de laatste buurttram tussen Hamme en Antwerpen (Vlaams Hoofd, Linkeroever). Een paar maanden eerder, op 30 mei 1959, reden de laatste buurttrams in Gent (de lijnen S, E en N).
De eerste buurtspoorweg die werd geopend is de lijn van Gent (Rabot) naar Zomergem op 23 november 1886.

## Stelplaatsen
- Bassevelde
- Destelbergen, Doel
- Eeklo

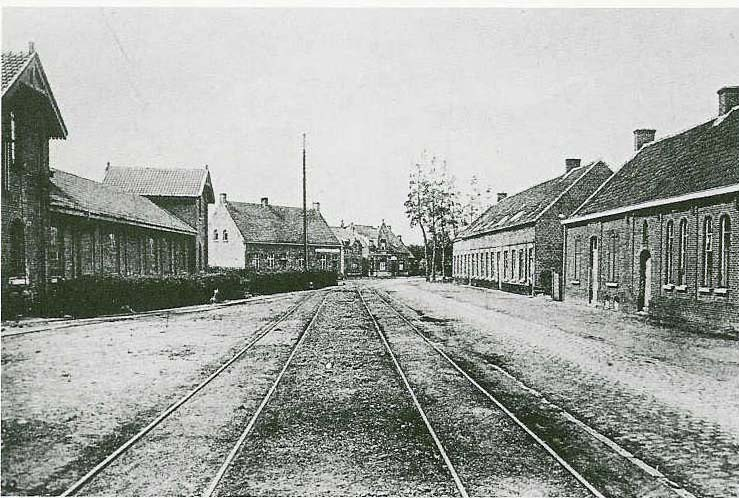
De tramstelplaats (links) te Ursel.

- Gent (Heirnis, dicht bij Dampoort, werkplaats stoomdienst), Geraardsbergen
- Hamme, Herzele (was omgebouwd in een Profi supermarkt, anno 2022 Kringloopwinkel)
- Kalken, Kieldrecht
- Lochristi
- Mariakerke, Merelbeke
- Nevele
- Oordegem, Oudenaarde (wordt gebruikt als opslagplaats, einde parkeerplaats station Oudenaarde[10])
- Rupelmonde
- Sint-Lievens-Houtem (Anno 2022 stelplaats De Lijn), Sint-Niklaas
- Ursel
- Watervliet (Hoogkasteel)
- Zomergem, Zottegem

## Eerste buslijnen
Voor de oorlog reden al de volgende buslijnen:
- Zottegem – Sint-Lievens-Esse (aansluiting tram) – Ninove (NMVB Brabant-aansluiting)
- Merelbeke – Bottelare – Munte – Baaigem – Beerlegem – Munkzwalm (barreel) – Hundelgem – Strijpen – Zottegem
- Merelbeke – Schelderode – Melsen – Vurste – Semmerzake – Gavere – Dikkelvenne (een paar bussen reden door naar Zottegem via Beerlegem en route van voorgaande lijn)
- Lochristi – Zeveneken – Lokeren (in afwachting van de verlenging van de tramlijn die er nooit kwam)

Een paar bussen reden door tussen Gent en Merelbeke, maar de meeste bussen gaven aansluiting op de tram in Merelbeke.

## NMVB in de andere provincies
- Antwerpen: Buurtspoorwegen van de provincie Antwerpen
- Brabant: Buurtspoorwegen van de provincie Brabant
- West-Vlaanderen: Buurtspoorwegen van de provincie West-Vlaanderen
- Limburg: Buurtspoorwegen van de provincie Limburg
- Luik: Buurtspoorwegen van de provincie Luik
- Luxemburg: Buurtspoorwegen van de provincie Luxemburg
- Namen: Buurtspoorwegen van de provincie Namen
- Henegouwen: Buurtspoorwegen van de provincie Henegouwen